# Rosemarijn Dral
R.M. (Rosemarijn) Dral (Oostzaan, 3 januari 1985) is een Nederlands politica. Namens de VVD is zij sinds 4 juli 2024 lid van de Tweede Kamer der Staten-Generaal. Zij verving Mariëlle Paul, die staatssecretaris voor Primair en Voortgezet Onderwijs en Emancipatie werd in het kabinet-Schoof. 
Dral begon in 2005 als 19-jarige fractie-assistent bij de lokale VVD in Oostzaan en werd daar in 2010 raadslid voor de VVD. In 2014 werd zij VVD-fractievoorzitter in de gemeenteraad. In 2018 werd zij wethouder in diezelfde gemeente, waar zij bleef totdat zij Tweede Kamerlid voor de VVD werd.
In 2023 stond zij op plek 29 van de VVD-lijst voor de Tweede Kamer. Eerder stond zij in 2017 op plek 56 van de VVD-lijst.
Thierry Aartsen · Bente Becker · Harry Bevers · Martijn Buijsse · Eric van der Burg · Thom van Campen · Rosemarijn Dral · Wendy van Eijk-Nagel · Ulysse Ellian · Silvio Erkens · Peter de Groot · Jacqueline van den Hil · Roelien Kamminga · Arend Kisteman · Daan de Kort · Claire Martens · Wim Meulenkamp · Ingrid Michon-Derkzen · Queeny Rajkowski · Judith Tielen · Hester Veltman-Kamp · Aukje de Vries · Christianne van der Wal · Dilan Yeşilgöz
- Parlement.com: vm6mbc0jo3i0